# Codex Runicus
El Codex Runicus o Còdex Rúnic és un manuscrit danés, de 101 fulls, compilat a la fi del s. XIII, escrit en alfabet rúnic Futhark recent en pergamí del tipus vitel·la, i redactat per tres autors desconeguts. Es troba en la col·lecció Arne Magnusson de la Universitat de Copenhaguen, amb el registre AM 28 8vo. Conté la Llei d'Escània (codi jurídic medieval de la Terra d'Escània), una llista de reis danesos, i dos documents sobre la frontera entre Dinamarca i Suècia. En el darrer full, hi ha una curta oració a la Mare de Déu i dues línies amb notes musicals i text d'una balada medieval nòrdica (Drømte mig en drøm). És, sense parió, el text en caràcters rúnics més extens dels temps antics, i reflecteix l'interés del rei danés Valdemar II per l'escriptura amb runes.